# فندق روايال وهران
فندق وهران الملكي (بالإنجليزية: Royal Hotel Oran)‏، هو فندق 5 نجوم تابع لمجموعة إم غاليري، فرع لسلسلة أكور الفرنسية التي تعتبر واحدة من الرواد العالميين في مجال الفندقة والترفيه.
يتواجد في وسط مدينة وهران على بعد 13 كم من مطار وهران الدولي أحمد بن بلة، ويعتبر فندق الروايال ملك لشركة السياحة ومالكها جيلالي مهري. وهو فندق أعيد تهيئته من جديد مكان الفندق الذي أنشئ في عصر الاستعمار الفرنسي عام 1920.
يتميز عن باقي فنادق وهران بشكل هندسته المعمارية وديكوره المنمق من الأعمال الفنية الاستشراقية الذي يشبه تصميم المنازل تلك الحقبة وهو ما يجعله فنا معماريا وأثريا غني ببصمات فن عصر النهضة باللوحات العالمية والأعمال الفنية والمنحوتات والأثاث العتيق والأصلي، جعل هذا القصر يلبي أعلى المعايير الدولية مما يجعله مكانا فريدا من نوعه في وقت الحضارة والسرعة.
يحتوي الفندق على 112 غرفة و12 جناح متوسط و5 أجنحة فاخرة ويتوفر فيها كل الخدمات العصرية. كما يتوفر الفندق على 3 مطاعم فاخرة وحانة و ومركز اللياقة البدنية والعناية الصحية وساونا.

## معلومات
يتواجد فندق روايال وهران في قلب عاصمة الغرب الجزائري وهران التي تعتبر ثاني أهم مدينة في الجزائر وقطبا صناعيا واقتصاديا هام، بالقرب من البلدية وساحة أول نوفمبر. كما تمتلك أحد أكبر الموانئ في الجزائر. على بعد 13 كم من المطار الدولي، أشرف وزير السياحة السابق نورالدين موسى على تدشين الفندق المصنف بخمسة نجوم
يمتاز فندق روايال وهران عن غيره من الفنادق الفخمة في الجزائر بامتلاكه لمجموعة من لوحات فنية لمستشرقين أوروبيين أغلبهم من فرنسا، ومن أبرز الفنانين ناصر الدين دينيه وأدم ستيكا وألفونس بيرك وغيرهم، وهي ملك لمالك الفندق رجل الأعمال الجزائري جيلالي مهري.

## المرافق

### المطاعم
يحتوي فندق روايال وهران على مطعمين فاخرين وحانة بتقديم من طرف الطباخ السيد فيصل حابي مختلف المأكولات العالمية والمحلية. منها:
- - مطعم قصر الحمراء (بالفرنسية: Restaurant Al Hambra)‏
    - المطبخ: عالمي.[7]
    - المواعيد: من الأحد إلى الجمعة 12:00-15:00/19:00-23:00.
    - معلومات: سعة 100 مقعد، منطقة لغير المدخنين ومكيفة.

  - مطعم السفراء (بالفرنسية: Restaurant Les Ambassadeurs)‏
    - المطبخ: ذواق.[8]
    - المواعيد: كل أيام الأسبوع 19:00-23:00.
    - معلومات: سعة 100 مقعد، منطقة لغير المدخنين ومكيفة ومطلة على الشرفة.

  - حانة الباشا (بالفرنسية: LE PACHA)‏
    - المطبخ: ذواق.[9]
    - المواعيد: كل أيام الأسبوع 07:00-01:00.
    - معلومات: يستوعب 70 شخصا في جو مريح وأنيق.

### الإجتماعات والفعاليات
فندق روايال وهران يقدم ثلاث قاعات للاجتماعات تبلغ مساحة أكبرها من 120 م² مفتوح 24 ساعة، وقاعات اجتماعات صغيرة، وخدمات سكرتارية. كما يمكن لفريق العمل أن يقدم خدمات الاستعلامات والإرشاد وخدمة صرافة العملات. كما يستمتع رجال الأعمال بالإنترنت فائقة السرعة في جميع القاعات.

### مركز اللياقة البدنية
يتوفر فندق روايال وهران أيضا على مركز للياقة البدنية متكامل الخدمات مفتوح على مدار 24 ساعة طول الأسبوع، وقاعات للتدليك والمعالجات وحمام تركي وساونا وقاعة الحلاقة. تحت إشراف فريق من المهنيين والخبراء. لا يتم السماح للأطفال تحت 15 عام بالتواجد في صالة التدليك والعناية دون إشراف من شخص بالغ.

## معالم الجذب
يتيح فندق روايال وهران لقاصديه فرصة اكتشاف المناطق السياحية والثقافية لمدينة وهران المعروفة بالباهية، وأبرز هذه المناطق:
الثقافة والفنون:
- متحف أحمد زبانة : 2 كم/1.2 أميال.
- قلعة سانتا كروز : 8 كم/5 أميال.

مناطق جذب محلية:
- ساحة أول نوفمبر: 3 كم/1.9 أميال.
- قصر الباي: 5 كم/3.1 أميال

سياحة دينية:
- كنيسة سانتا كروز : 8 كم/5 أميال.

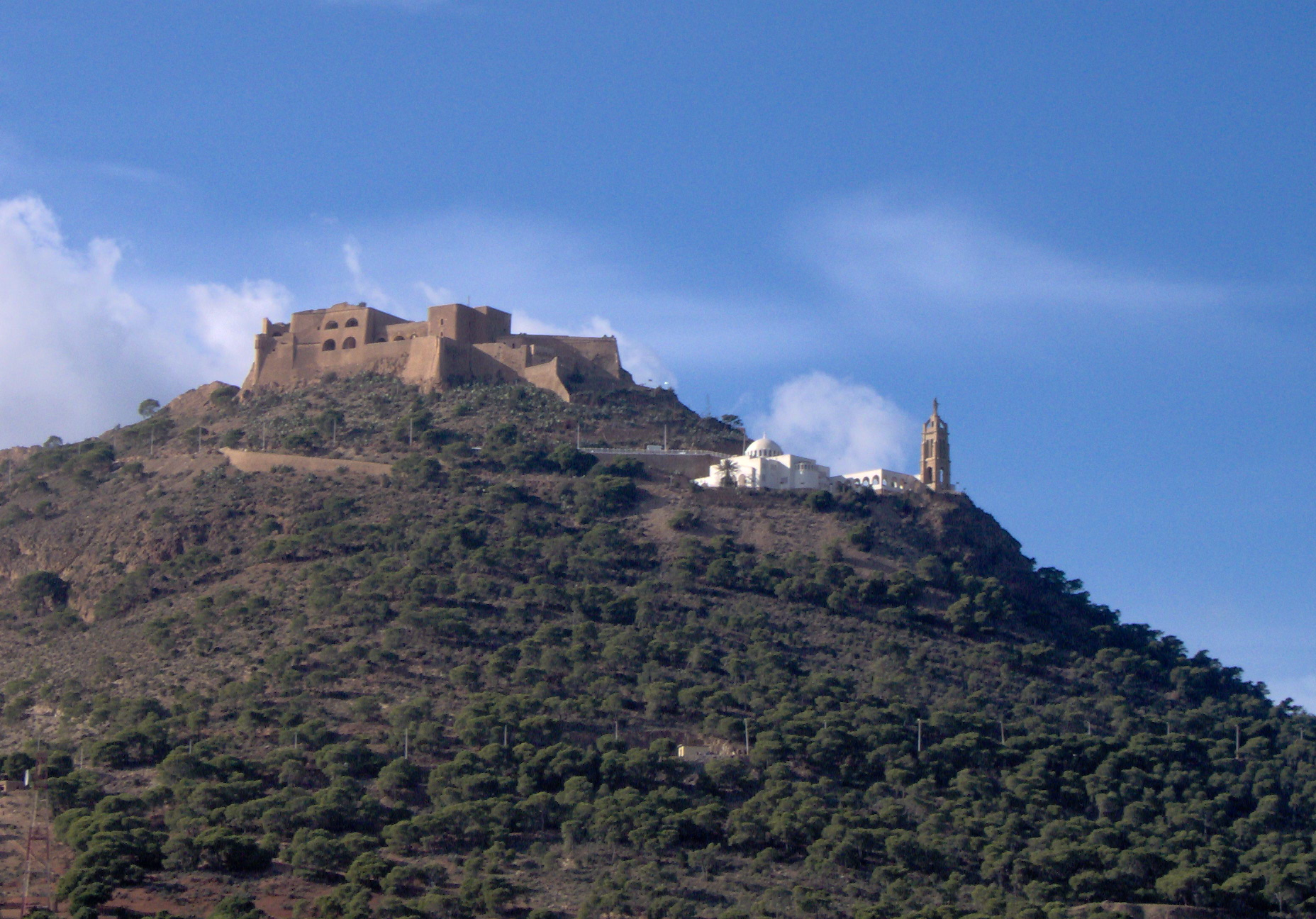
قلعة سانتا كروز
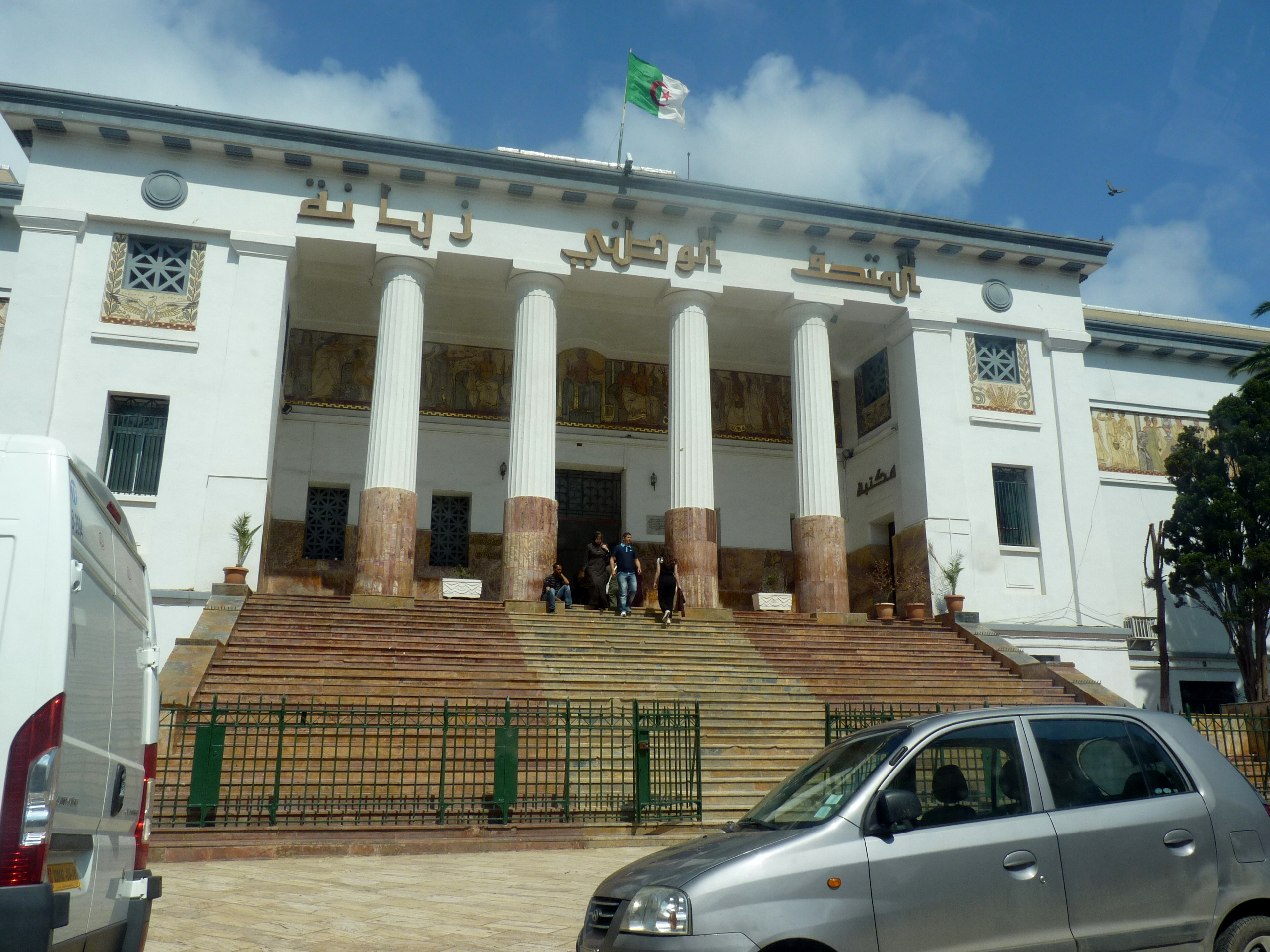
متحف أحمد زبانة
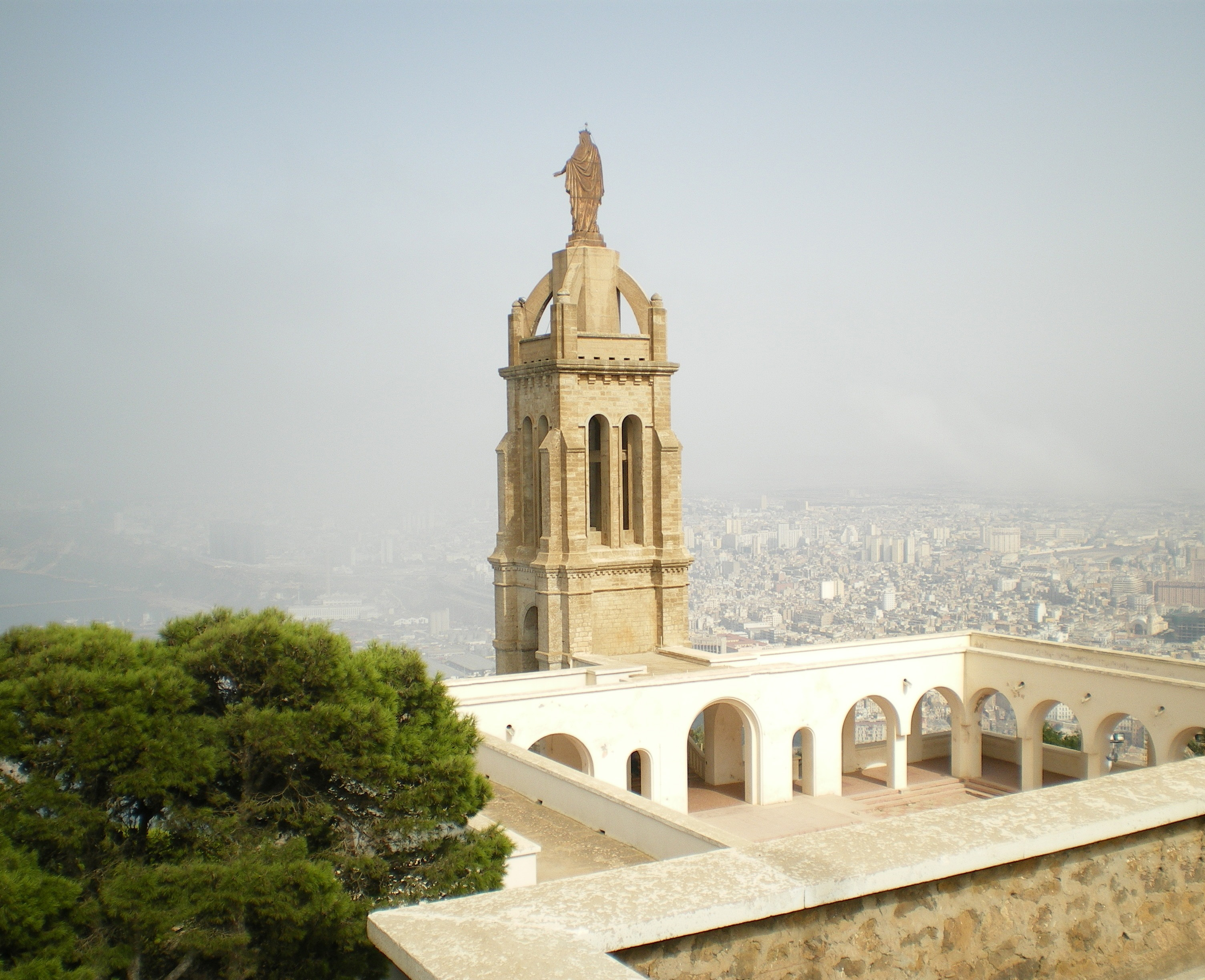
كنيسة سانتا كروز
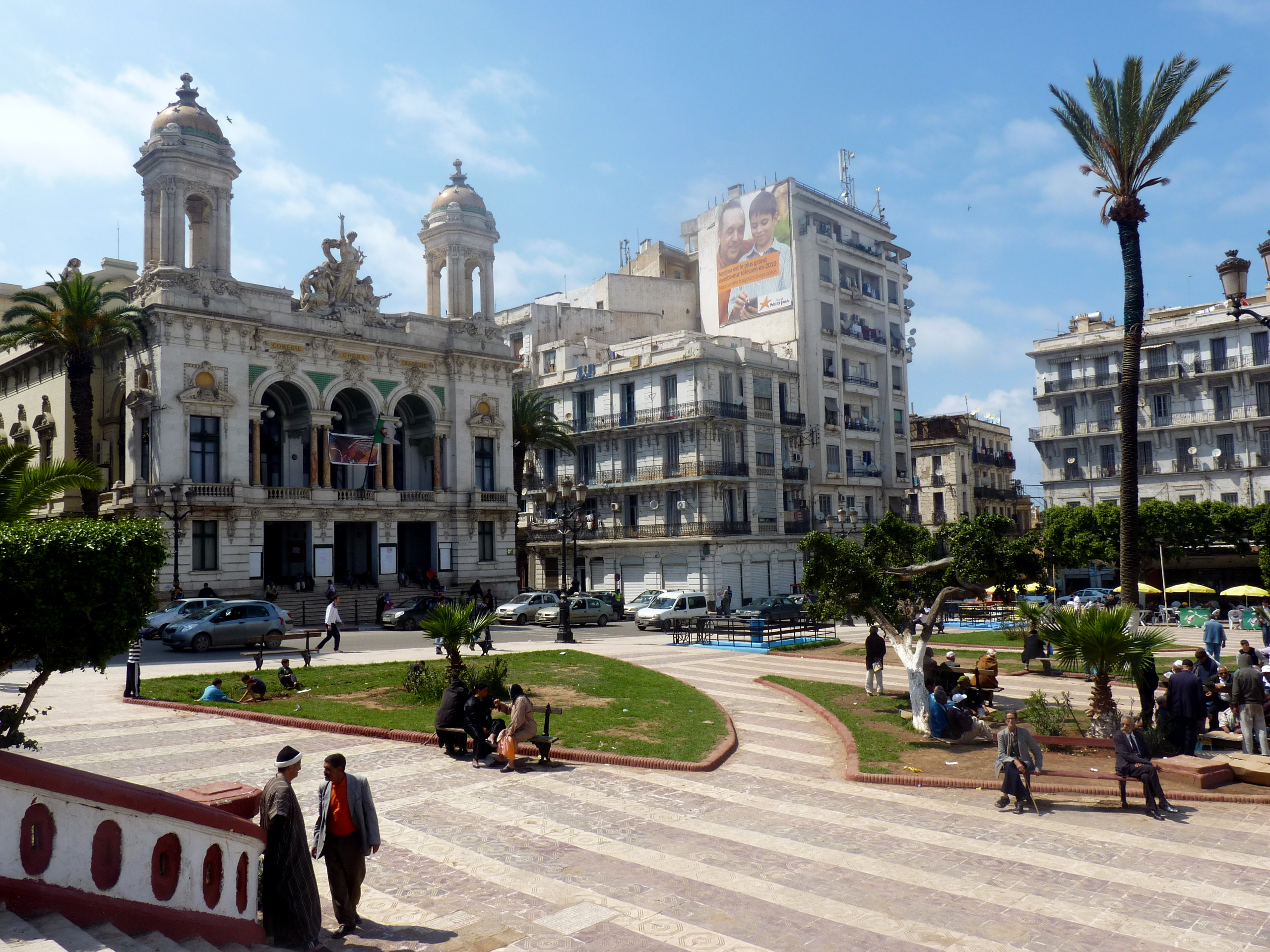
ساحة أول نوفمبر

## وصلات خارجية
- موقع فندق روايال وهران